# Binyamin Gorodetzky
Pour les articles homonymes, voir Gorodetzky.
Binyamin (Benjamin) Gorodetzky est un rabbin français hassidique, d'origine russe chargé en 1947 par le rabbin de Loubavitch, Yossef Yitzchok Schneersohn (1880-1950), sixième Rebbe de Loubavitch, père de Chaya Mushka Schneerson, beau-père de Menachem Mendel Schneerson, le septième et dernier Rebbe de Loubavitch, de diriger à Paris, le Bureau Loubavitch européen.

## Biographie
Binyamin Gorodetzky devient en 1947 le fondé de pouvoir et directeur du mouvement Loubavitch en Europe et en Afrique du Nord
,,,.

## Œuvres
- Binyamin Gorodetzky. Une Lumière Dans La Nuit. 60 ans d'action communautaire à travers le monde..  (ISBN 9782902235193)[5],[6]

## Famille
Son fils, le rabbin Sholom Ber Gorodetsky, meurt à l'âge de 83 ans le 26 mai 2022 à Crown Heights, Brooklyn, New York.